# Eaux de ruissellement industrielles
Les eaux de ruissèlement industrielles ou eaux de ruissellement industrielles sont une catégorie d'eaux de ruissellement provenant des précipitations (pluie ou neige) qui arrivent sur des sites industriels (par exemple, des installations de fabrication, des mines ou des aéroports). Ces eaux de ruissèlement sont souvent polluées par des matériaux manipulés ou stockés sur les sites, et les installations sont soumises à des réglementations visant à contrôler les rejets.

## Par industrie

### Centrales thermiques
Toutes les centrales à réacteur à eau pressurisée stockent et utilisent du mazout, des huiles de graissage et des huiles hydrauliques. Les plus grandes quantités de mazout stocké sont destinées aux générateurs diesel de secours et aux chaudières auxiliaires (utilisées pour fournir de la vapeur pour le chauffage et la protection contre le gel). Les plus gros volumes d’huile hydraulique utilisés se trouvent dans les turbines. Les hydrocarbures même dans les centrales nucléaires sont source de pollution des eaux.

## Régulation aux États-Unis

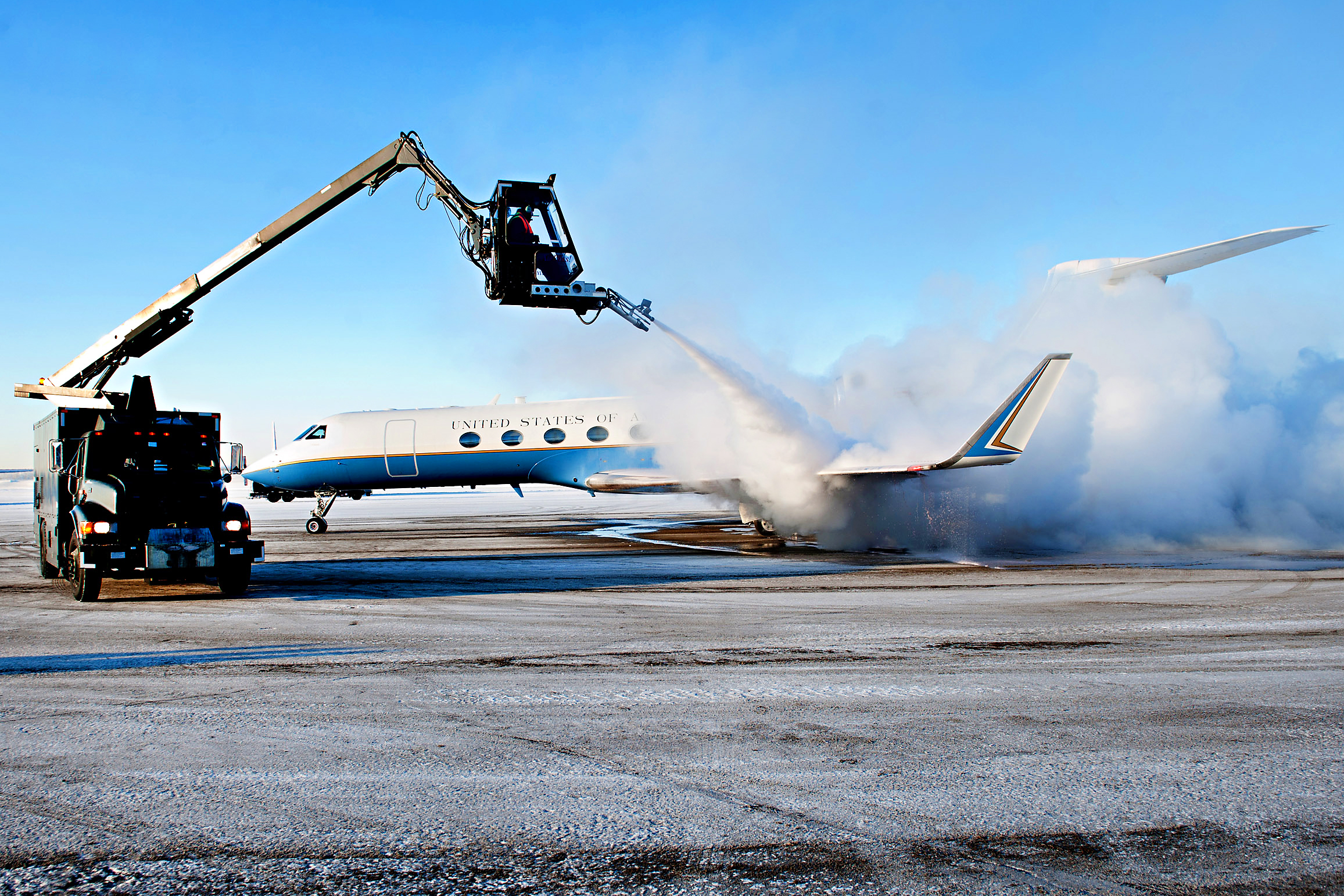
Dégivrage des aéronefs. Tous les aéroports américains doivent obtenir des permis d’eau de ruissèlement.

Aux États-Unis, les installations qui rejettent des eaux pluviales industrielles dans les eaux de surface doivent obtenir un permis en vertu du Système national d'élimination des rejets de polluants (National Pollutant Discharge Elimination System - NPDES), en vertu de la Loi sur l'assainissement de l'eau (Clean Water Act). La réglementation sur les permis d’eau pluviale émise par l’Environmental Protection Agency (EPA) des États-Unis régit le processus de délivrance des permis. L’EPA a publié en 1990 sa règle sur les eaux pluviales «Phase I», qui couvre les décharges industrielles.
La plupart des permis de gestion des eaux pluviales aux États-Unis sont délivrés par les organismes de 47 États qui ont reçu l’autorisation de l’EPA. Les bureaux régionaux de l'EPA délivrent les permis d'eaux pluviales dans les autres régions du pays.

### Permis général multi-sectoriel

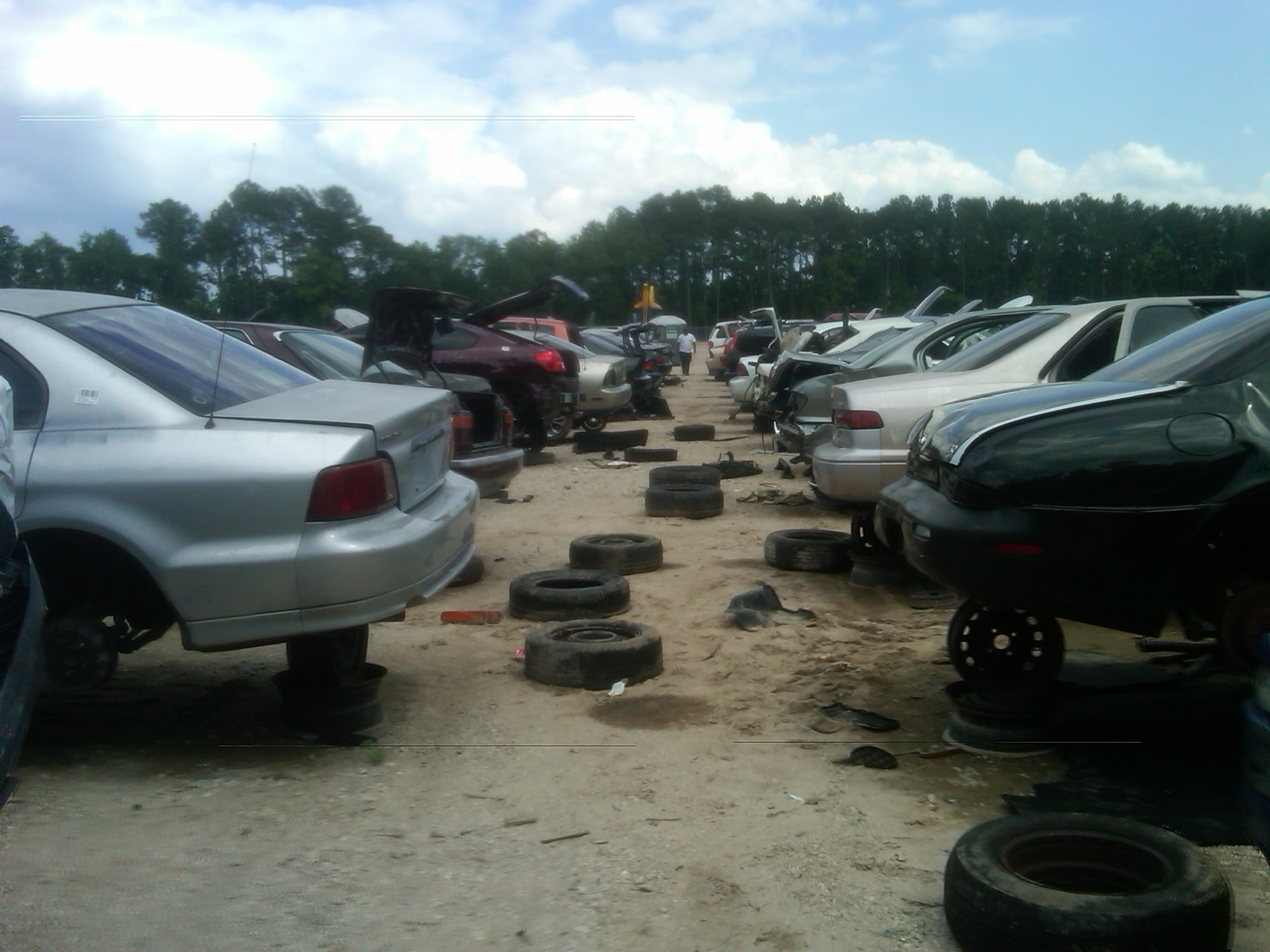
Les casses doivent récupérer les permis d’eau pluviale et contrôler les eaux de ruissèlement.

L'EPA a publié son permis général multisectoriel (MSGP) initialement en 1995 pour régir la gestion des eaux pluviales industrielles et a périodiquement mis à jour et réémis le permis. Le MSGP 2015 couvre 29 secteurs industriels et commerciaux :
- Installations de produits en bois
- Installations de fabrication de papier et de produits connexes
- Fabrication et raffinage de produits chimiques et connexes
- Asphalte et matériaux de toiture et fabricants et fabricants de lubrifiants
- Installations de fabrication de verre, d'argile, de ciment, de béton et de gypse
- Installations de métaux primaires
- Installations d'extraction et d'extraction de minerais métalliques
- Mines de charbon et installations liées à l'extraction du charbon
- Installations d'extraction de pétrole et de gaz
- Installations d'extraction et de traitement des minéraux
- Installations de traitement, d'entreposage ou d'élimination des déchets dangereux
- Sites d'enfouissement et d'application des terres
- Casses automobiles
- Installations de recyclage des déchets et de recyclage des déchets
- Centrales électriques à vapeur, y compris les zones de manutention du charbon
- Installations de transport de marchandises, installations de transport de passagers, stations et terminaux pétroliers en vrac, installations de transport ferroviaire et installations de transport du service postal des États-Unis
- Installations de transport d'eau avec ateliers d'entretien de véhicules et / ou opérations de nettoyage d'équipement
- Chantiers navals et navals
- Zones de maintenance des véhicules, zones de nettoyage des équipements ou zones de dégivrage situées dans des installations de transport aérien
- Stations d'épuration
- Installations de produits alimentaires et de produits laitiers
- Installations de fabrication d'usines de textile, de vêtements et d'autres produits en tissu
- Installations de fabrication de meubles et d'accessoires en bois et en métal
- Installations d'impression et d'édition
- Caoutchouc, produits divers en plastique et industries de fabrication diverses
- Installations de tannage et de finition du cuir
- Installations de fabrication de produits métalliques
- Installations de fabrication d'équipement de transport, de machines industrielles ou commerciales
- Equipements et composants électroniques et électriques, installations de fabrication de produits photographiques et optiques

Le permis est applicable aux installations du Massachusetts, du New Hampshire, du Nouveau-Mexique, de l'Idaho, du district de Columbia et des zones insulaires fédérales. Les autres États ont développé leurs propres permis de traitement des eaux de ruissellement industrielles propres à l'État (par exemple, permis général industriel de Californie). L’Idaho prendra le contrôle de l’autorisation des eaux pluviales de l’EPA en 2021.

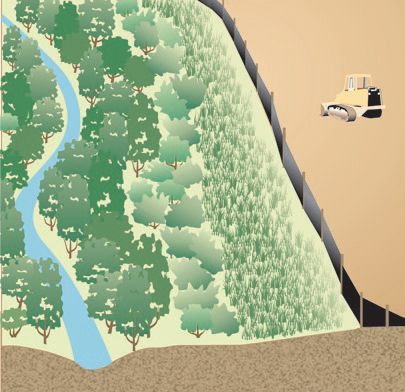
Une clôture de limon est un type de contrôle des sédiments utilisé sur les chantiers de construction.

### Eaux de ruissellement des chantiers de construction
En vertu des règlements de l'EPA, les eaux de ruissellement provenant des chantiers de construction sont également classées comme eaux pluviales industrielles, mais ces rejets sont couverts par un ensemble distinct de permis. L'EPA publie périodiquement son permis général de construction et les organismes publics agréés publient des permis similaires, afin de réglementer les rejets des chantiers de 1 acre (4 000 m2) ou plus.  Outre la mise en œuvre des exigences NPDES, de nombreux États et gouvernements locaux ont adopté leurs propres lois et ordonnances sur la gestion des eaux pluviales, et certains ont publié des manuels de conception du traitement des eaux pluviales. Certaines de ces exigences nationales et locales ont étendu la couverture au-delà des exigences fédérales. Par exemple, l'État du Maryland a besoin de contrôles de l'érosion et des sédiments sur les chantiers de 460 m2 ou plus.